# Thomas Seddon

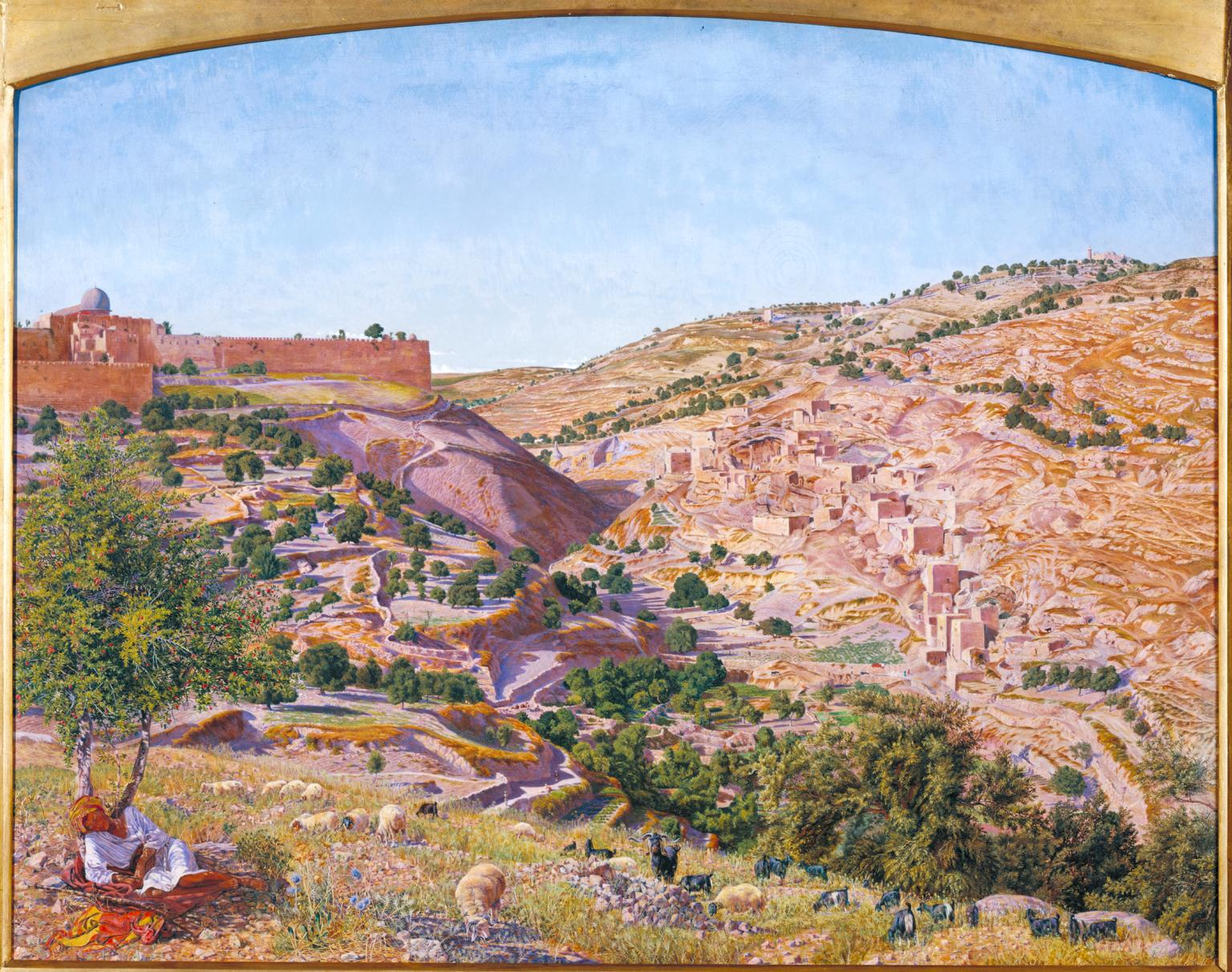
Jerusalem and the Valley of Jehoshaphat from the Hill of Evil Counsel, 1854, Tate Britain

Thomas Seddon (Londen, 28 augustus 1821 – Caïro, 23 november 1856) was een Engels kunstschilder werkend in de stijl van de Prerafaëlieten. Seddons vader was meubelmaker in zijn eigen familiebedrijf en ook hijzelf was hier werkzaam tot hij aan het eind van de jaren 1840 besloot zich toe te leggen op de schilderkunst.

## Leven en werk
In 1841 ging hij naar Parijs om zich verder in zijn stiel en de ornamentkunst te bekwamen. Na zijn terugkeer in 1842 maakte hij diverse meubelontwerpen voor zijn vaders bedrijf en won voor een van zijn ontwerpen in 1848 een zilveren medaille van de Royal Society of Arts. Hij had zich inmiddels ontwikkeld tot een bekwaam tekenaar en maakte in 1849 reizen naar Wales en Frankrijk om er schetsen van het landschap te maken. In 1850 richtte hij met anderen een tekenschool op voor amateurkunstenaars. Deze had een redelijke populariteit maar kampte voortdurend met financiële tekorten. Vanaf 1852 stelde hij werk tentoon bij de Royal Academy of Arts in Londen.
In 1853 trok Seddon naar Caïro waar hij zich aansloot bij zijn vriend William Holman Hunt. Samen bereisden zij Egypte en het Heilige Land om er te schetsen en te schilderen. Het hier afgebeelde en zeer gedetailleerde schilderij, vervaardigd ten zuiden van Jeruzalem, toont de Olijfberg en de Hof van Gethsemane. De schilder wilde het schilderij doen vergezellen van een gedicht, getiteld 'Moriah', maar zag hier uiteindelijk van af.
De resultaten die de reizen opleverden werden bewonderd en aanbevolen door de kunstcriticus John Ruskin als 'werken die artisticiteit paren aan topografische nauwkeurigheid' en een goed beeld geven aan diegenen die zulke reizen niet kunnen ondernemen.
In 1856 bezocht Seddon Caïro opnieuw. Hij overleed er aan de gevolgen van dysenterie op 23 november van dat jaar.